# Dorothea van Saksen
Dorothea van Saksen (Dresden, 4 oktober 1563 - Wolfenbüttel, 13 februari 1587) was een prinses van Saksen bij geboorte en door haar huwelijk met Hendrik Julius van Brunswijk-Wolfenbüttel hertogin van Brunswijk-Wolfenbüttel.

## Biografie
Dorothea was een dochter van de Albertijnse keurvorst August van Saksen (1526-1586) en Anna van Denemarken (1532-1585). Maar vier van de vijftien kinderen van het echtpaar overleefden. Dorothea was een van de vier. Op 26 september 1585 trouwde ze in Wolfenbüttel met hertog Hendrik Julius van Brunswijk-Wolfenbüttel. Haar moeder Anna was, op het moment dat ze het ouderlijk huis verliet, ernstig ziek. Dorothea voelde zich intens verdrietig. Het huwelijk verstevigde een protestante alliantie van Duitse prinsen. Deze alliantie stond onder leiding van graaf Johan Casimir van Palts-Lautern, die getrouwd was met Dorothea's zuster Elisabeth van Saksen in 1570.
Dorothea overleed bij de geboorte van haar eerste kind:
- Dorothea Hedwig van Brunswijk-Wolfenbüttel (1587-1609), trouwde met Rudolf van Anhalt-Zerbst.